# Демент, Айрис
Айрис Демент (англ. Iris Luella DeMent; род. 5 января 1961, Парагулд, Арканзас, США) — американская певица и автор-исполнитель, сочетающая в своём творчестве фолк и ранние стили кантри с автобиографическими текстами песен.
Дважды была номинирована на премию «Грэмми» в категории «Лучший альбом современного фолка» (1994; 1997). В 2017 году получила награду Americana Music Honors & Awards «За новаторские жизненные достижения».

## Биография
Родилась в Арканзасе, но с трёх лет росла в Калифорнии. Была младшей из 14 детей в религиозной фермерской семье. Её отец играл на скрипке, а мать пела и мечтала выступить в Grand Ole Opry. Поэтому Демент с детства была приучена к музыке фолк, кантри и госпел, пела в церковном хоре, играла на фортепиано. В числе повлиявших на неё в ранние годы артистов — Лоретта Линн и Джонни Кэш. Однако сама она начала сочинять песни только в 25 лет.
В 1990 году приехала в Нэшвилл, где стала работать студийной бэк-вокалисткой, записываясь, в частности, с Эммилу Харрис. Как сольный исполнитель дебютировала в 1992 году с акустическим альбомом Infamous Angel, завоевавшим широкое признание критиков. Благодаря этому, несмотря на полное отсутствие поддержки со стороны кантри-радио, получила контракт с лейблом Warner Bros Records, который выпустил в 1994 году её второй альбом — My Life.
Третий альбом The Way I Should (1996) имел рок-ориентированное звучание и в отличие от прошлых работ Демент затрагивал не личные автобиографические темы, а острые политические и социальные вопросы — сексуальные домогательства, религию, действия правительства и войну во Вьетнаме. В 1999 году она записала с Джоном Прайном ставшую впоследствии популярной на свадьбах песню «In Spite of Ourselves» для его одноимённого альбома.
Со второй половины 1990-х до первой половины 2000-х годов в её карьере произошёл длительный перерыв. Демент вернулась в 2005 году с альбомом Lifeline, на котором исполняла госпел. Диск Sing the Delta (2012) стал её первой работой с оригинальным материалом за 16 лет и в итоге был хорошо принят критиками. В частности, журнал Rolling Stone в своей рецензии отметил, что даже 20 лет спустя после её дебюта, голос Демент по-прежнему остаётся «чудом подлинной музыки кантри», а эффект от ее альбома — это как «найти полную изобилия ферму посреди абсолютной пустоты».
Будучи поклонницей творчества Анны Ахматовой, в 2015 году Демент выпустила на её стихи и собственную музыку альбом The Trackless Woods. Проект был записан в гостиной певицы за пять дней.

## Личная жизнь
С 1991 года певица была в браке первый раз, но впоследствии развелась. В 2002 году вышла замуж второй раз — за автора-исполнителя Грега Брауна. Они воспитывают дочь по имени Даша, которую удочерили в России в шестилетнем возрасте. Демент живёт в штате Айова.

## Дискография
- Infamous Angel (1992)
- My Life (1993)
- The Way I Should (1996)
- Lifeline (2004)
- Sing the Delta (2012)
- The Trackless Woods (2015)
- Workin' on a World (2023)